# Argostemma brachyantherum
Argostemma brachyantherum är en måreväxtart som beskrevs av Otto Stapf. Argostemma brachyantherum ingår i släktet Argostemma och familjen måreväxter. Inga underarter finns listade i Catalogue of Life.